# Beavis and Butt-Head
Beavis und Butt-Head (Original: Beavis and Butt-Head, englisch für etwa „Vollidiot und Arschgesicht“) ist eine US-Zeichentrickserie von Mike Judge, die von 1993 bis 1997 von MTV ausgestrahlt wurde. Sie basiert auf Judges Kurzfilm Frog Baseball aus dem Jahr 1992. Die Serie wird von Kritikern hochgelobt, insbesondere für ihren satirischen, vernichtenden Kommentar zur Gesellschaft; in den USA hat sie Kultstatus.
Im Juli 2010 gab MTV bekannt, die Serie wieder zu produzieren. Die achte Staffel wurde zwischen dem 27. Oktober und dem 29. Dezember 2011 ausgestrahlt. Im Juli 2020 gab der Sender Comedy Central zwei neue Staffeln sowie Specials und Spin-Offs in Auftrag. Serienschöpfer Mike Judge soll dabei die Leitung übernehmen.

## Handlung
Die Hauptfiguren sind Beavis und Butt-Head, beste Freunde und idiotische Heavy-Metal-Fans, die in Highland, einer fiktiven Stadt in Texas, leben und den größten Teil ihres Lebens damit verbringen, Musikvideos kommentierend vor ihrem Fernseher zu sitzen, Nachos zu essen, planlos durch die Gegend zu lungern, Unsinn zu machen und sich gegenseitig und andere zu beschimpfen. Das Hauptziel der beiden ist, endlich Sex mit einer Frau zu haben (im engl. „to score“, in der dt. Fassung „zum Stich kommen“). Beide scheinen nur schlecht lesen zu können, wodurch sie oftmals (Warn-)Schilder missverstehen und dadurch in die unmöglichsten Situationen gelangen. Es gibt immer wieder Versuche, sie zu disziplinieren, diese scheitern jedoch ausnahmslos. Sie versuchen alles, um endlich voranzukommen, was allerdings durch ihr Unvermögen immer wieder verhindert wird. Beavis und Butt-Head sind leicht zu beeinflussen. Beide arbeiten bei „Burger World“, wobei sie die Zeit dort nicht mit Arbeit verbringen, sondern eher mit dem Frittieren von toten Mäusen, Telefonen oder Fliegen und dem Belästigen von Kunden am Bestellschalter und an der Sprechanlage.

## Hauptfiguren
Beavis
Beavis ist blond, hat einen Unterbiss und trägt meistens ein blaues Metallica-T-Shirt (in der ersten Folge trägt er ein Slayer-T-Shirt). Konsumiert Beavis zu viel Koffein oder Zucker, so zieht er sich sein Hemd über den Kopf und verwandelt sich in sein Alter Ego, den sogenannten Cornholio (engl. slang cornhole: „Arschloch“, daher in der deutschen Fassung „Arschlochio“), der ein ewiges Bedürfnis nach T.P. (Toilettenpapier) besitzt. Wenn Beavis zu Cornholio/Arschlochio wird, sagt er fast immer mit schriller Stimme: „Ich bin Cornholio/Arschlochio! Ich brauche Klopapier für mein Arschloch! Bedrohst du mich etwa?“ Feuer scheint Beavis stark zu imponieren, denn des Öfteren brüllt er, wenn das Wort Feuer erwähnt wird, mit begeistertem Ton und geballten Fäusten: „Feuer! Feuer! Feuer!“ Beavis ist der Mitläufer von Butt-Head. Beavis hat am 28. Oktober 1979 Geburtstag. Er scheint vom Pech verfolgt zu sein. Das Haus, in dem die beiden leben, gehört seiner Mutter Shirley Beavis.
Butt-Head
Butt-Head, ein wenig intelligenter als sein bester Freund Beavis, hat braune, mit Schleim nach hinten gekämmte Haare, ist bekleidet mit einem schwarzen AC/DC-T-Shirt sowie einer knallroten kurzen Hose und trägt eine Zahnspange, wodurch er etwas lispelt. Butt-Head ist der Tonangebende und beeinflusst Beavis des Öfteren. Im Gegensatz zu Beavis erweckt er ab und an sogar den Eindruck, die Folgen seiner Handlungen einigermaßen einschätzen zu können, was ihn aber nicht daran hindert, den Schaden trotzdem absichtlich anzurichten, um sich darüber zu amüsieren. Besondere Freude bereitet es ihm, wenn Beavis oder auch einer seiner Lehrer dabei dann in Mitleidenschaft gezogen wird. Ein weiteres auffälliges Merkmal ist seine Oberlippe, die meistens den Blick auf das Zahnfleisch seines Oberkiefers freigibt. Seine Sätze beginnen fast immer mit einem „Äääh“, beendet wird sein Satz immer mit einem Lachen. Sein Nachname könnte „Head“ lauten, das wird häufig erwähnt. 
Tom Anderson
Tom Anderson ist der Nachbar von Beavis und Butt-Head. Er ist konservativ, im Rentenalter und erzählt gerne von seiner Militärzeit, besonders wenn er Beavis und Butt-Head tadeln will. Oftmals leiden er und sein mit viel Aufwand gepflegtes Anwesen unter den Streichen der beiden. Er hat eine Frau, Martha. Sein Verhältnis zu Beavis und Butt-Head ist angespannt, er tadelt sie des Öfteren, in einigen Episoden vertraut er ihnen jedoch und bittet sie z. B. sich (gegen Bezahlung) um seinen Garten zu kümmern oder Einkäufe für ihn zu erledigen (z. B. in der Episode „Shopping List“). Beavis und Butt-Head kaufen von seinem Geld allerdings meist nicht die aufgetragenen Produkte, sondern Pornomagazine, Süßigkeiten oder Kondome.
David van Driessen
Mr. van Driessen ist einer der Lehrer von Beavis und Butt-Head. Er ist ein Hippie, der Beavis und Butt-Head oftmals vergibt und generell eher zurückhaltend ist. Er ist der einzige Lehrer, der die beiden Jungs halbwegs ernst nimmt – oftmals gibt er ihnen sogar eine Eins, weil er selbst die sinnlosesten Einfälle kreativ findet.
Bradley Buzzcut
Ein weiterer Lehrer. Mr. Buzzcut war vor seiner Laufbahn als Biologie-, Sport- und Schwimmlehrer beim United States Marine Corps. Er ist sehr militärisch geprägt, trägt eine uniformähnliche Kleidung und nutzt jede Gelegenheit, Beavis und Butt-Head mit seiner lauten und durchdringenden Stimme zurechtzuweisen.
Principal McVicker
Der Schuldirektor. Dank Beavis und Butt-Head hat er sich zu einem depressiven und zitternden Nervenbündel mit einem Alkoholproblem entwickelt, da die beiden mit ihren Einfällen und Streichen vor nichts haltmachen. Oft will er die beiden mit Schulausschluss bestrafen, was diese aber eher freut. In der Episode No Laughing verbietet er Beavis und Butt-Head für eine Woche  zu lachen. Die Stimme von McVicker in der englischen Originalversion stammt, wie bei den zwei Charakteren davor, von Mike Judge.
Todd Ianuzzi
Todd ist ein junger Kleinkrimineller und Kopf einer Bande in Highland. Er ist das große Vorbild von Beavis und Butt-Head, selbst mag er die beiden allerdings keineswegs. In fast jeder Folge, in der Todd auftaucht, werden Beavis und/oder Butt-Head von ihm verprügelt. Im Kinofilm Beavis und Butt-Head machen’s in Amerika stiehlt er zusammen mit einem Komplizen den Fernseher der beiden. Er ist sehr gut mit Earl befreundet.
Stewart Stevenson
Stewart besucht dieselbe Schule wie Beavis und Butt-Head und sieht sich oft als deren Freund. Die beiden mögen ihn jedoch eher nicht und nutzen ihn aus, beispielsweise um Schuld auf ihn zu schieben. Er trägt immer ein schwarzes Winger-Shirt, was seine Beliebtheit nicht gerade steigert. Stewarts Vater ist Lehrer an der Schule von Beavis und Butthead und seinem Sohn.
Daria Morgendorffer
Eine Mitschülerin von Beavis and Butt-Head, von den beiden oft Diarrhea (Durchfall) genannt. Sie ist eine hochintelligente Musterschülerin und das ziemliche Gegenteil von den beiden, trotzdem spricht sie ab und zu mit ihnen. Daria erhielt im Jahre 1997 ein eigenes Spin-off namens Daria.
Earl
Earl ist einer der Mitschüler von Beavis, Butt-Head und Daria. Er ist aggressiv, Beavis und Butt-Head scheinen Angst vor ihm zu haben. Er besitzt mehrere Schusswaffen und bedroht die beiden, ähnlich wie Todd Ianuzzi, des Öfteren.

## Produktion
1993 startete der Musik-Fernsehsender MTV die Ausstrahlung der von Mike Judge erdachten Zeichentrickserie, die bald einen hohen Bekanntheitsgrad erreichte. Beavis and Butt-Head entstanden durch einen von Judge gezeichneten Trickfilm namens Frog Baseball, der im Rahmen von Spike & Mike’s Sick And Twisted Festival Of Animation und in der Cartoonsendung Liquid Television ausgestrahlt wurde. Die beiden Figuren erlangten dadurch so große Popularität, dass MTV sie in ihr Programm aufnahm.

### Animation
Eines der Merkmale der Animation ist, dass nicht nur der sich bewegende Körperteil, sondern auch Haare oder Teile des Gesichtes in jedem einzelnen Bild neu gezeichnet werden, wodurch sich die Gesichtsform von Bild zu Bild leicht verändert; das Gesicht scheint leicht zu wackeln. In früheren Episoden wird selten auch der ganze Körper neu gezeichnet. Die Animation entwickelte sich im Laufe der Serie weiter.

### Revival
Am 14. Juli 2010 wurde bekanntgegeben, dass die Serie wieder ins Programm aufgenommen und im folgenden Jahr mit neuen Folgen auf MTV zurückkehren wird. Die neuen Episoden wurden vom 27. Oktober bis 29. Dezember 2011 auf MTV ausgestrahlt. Im April und Mai 2012 liefen die neuen Folgen auf Englisch mit deutschen Untertiteln im Pay-TV bei MTV Germany. Kurz darauf strahlten VIVA und MTV die deutsch synchronisierten Folgen aus.

## Synchronisation
Im Sommer 1995 strahlte der deutsche Sender RTL II die ersten 30 Folgen der Serie in deutscher Synchronisation aus. Die Dialogregie führte Mike Betz, der auch zusammen mit Rainer Raschewski die Dialogbücher schrieb. Abgesehen von der Synchronisation wurden die Folgentitel sowie Textinhalte (Schriftzüge etc.) innerhalb der Folgen z. T. eingedeutscht; auch wurden Original-Videoclips teilweise gegen deutsche bzw. in Deutschland bekanntere Lieder ausgetauscht. Zu erkennen waren diese ersetzten Videoclips am Schriftzug „Beavis und Butt-Head“ (statt „and“). Die Ausstrahlung auf RTL II wurde jedoch wegen geringer Quoten eingestellt.
Für die Ausstrahlung bei Premiere World wurden die restlichen Folgen ebenfalls deutsch synchronisiert, allerdings ohne graphische Übersetzungen und Austauschen von Musikvideos.
| Rolle     | Englischer Sprecher | Deutscher Sprecher |
| --------- | ------------------- | ------------------ |
| Beavis    | Mike Judge          | Julien Haggège     |
| Butt-Head | Mike Judge          | Tommy Morgenstern  |

## Rezeption
Die Serie wurde in den USA von einigen Organisationen wie z. B. Morality in Media unter anderem für Unfälle und Todesfälle unter Jugendlichen verantwortlich gemacht, weshalb der Sender vor Beginn jeder Episode einen Hinweis ausstrahlt, dass Beavis und Butt-Head nur Cartoon-Figuren und auf keinen Fall Vorbilder sind. Außerdem wurden zahlreiche Szenen der frühen Folgen, in denen z. B. mit Feuer hantiert wurde, für spätere Ausstrahlungen zensiert.
Die Figuren Beavis und Butt-Head können als satirischer Kommentar zur Rolle der Medien bezüglich der Jugendkultur und des generellen Umgangs mit Heranwachsenden in der Gesellschaft (Vernachlässigung durch Erwachsene) sowie als provokative Antwort auf die aufkommende political correctness in den 1990er Jahren gesehen werden. Bemerkenswert ist hierbei die selbstkritische Ironie, mit der besonders das MTV-eigene Programmformat aufs Korn genommen wird.
Nach mehreren langen Pausen zuvor strahlt MTV die Serie in unregelmäßigen Abständen wieder aus. Die Szenen, in denen die beiden Musikvideos kommentieren, wurden allerdings herausgeschnitten. Von 2006 bis Januar 2008 wurden viele B&B-Folgen im Pay-TV-Sender VH1 Europe (bspw. Astra 19°, Hotbird 13° /Kabel T-Home) wiederholt.

## DVD-Veröffentlichungen
Seit 2007 gibt es die Mike Judge Collection von Beavis und Butt-Head auf DVD. Bisher sind drei DVDs, die jeweils zwei Hauptdiscs sowie eine Disc mit Bonusmaterial beinhalten, erschienen. Auf der Bonusdisc der bisher letzten, dritten Mike-Judge-Collection-DVD gibt es ein umfangreiches Interview mit dem Schöpfer Mike Judge sowie Bonusmaterial.
Staffeln
- Mike Judge Collection 1–3, 2006–2007
  - Sprachen: Englisch, FSK: Freigegeben ab 16 Jahren
  - Untertitel: Deutsch, Englisch, Türkisch, Dänisch, Finnisch, Französisch, Hebräisch, Niederländisch, Italienisch, Isländisch, Kroatisch, Norwegisch, Polnisch, Portugiesisch, Rumänisch, Schwedisch, Spanisch, Tschechisch, Ungarisch

Filme
- Beavis und Butt-Head machen’s in Amerika, 1996
  - Sprachen: Englisch, Deutsch
  - FSK: Freigegeben ab 16 Jahren
  - Untertitel: Deutsch, Englisch, Dänisch, Niederländisch, Finnisch, Norwegisch, Schwedisch, Türkisch

DVD-Komplett-Boxen
- Beavis und Butt-head – The Mike Judge Collection enthält alle drei Mike Judge Collections, den Film Beavis und Butt-Head machens in Amerika und eine Bonusdisc.
  - Sprachen: Die Folgen sind auf Englisch, auf Wunsch mit Untertitel (Deutsch, Englisch, Französisch, Spanisch, Italienisch, Dänisch, Finnisch, Isländisch, Niederländisch, Norwegisch, Polnisch, Portugiesisch, Rumänisch, Schwedisch, Serbisch, Slowenisch, Ungarisch).
  - FSK: freigegeben ab 16 Jahren.

Das Studio war Paramount Home Entertainment. Die Video- und DVD-Ausgaben enthalten aus lizenzrechtlichen Gründen keine integrierten Musikvideos (auf den DVD-Ausgaben sind einige Videoclips als Bonus enthalten).

## Außerhalb der Serie
Außer im Fernsehen tauchten die beiden im Cher-Musikvideo zu I Got You Babe auf. 1996 wurde der Kinofilm Beavis und Butt-Head machen’s in Amerika herausgebracht, zu dem die Red Hot Chili Peppers einen Song der Ohio Players, Love Rollercoaster oder Rollercoaster of Love, coverten. Im entsprechenden (animierten) Videoclip der Red Hot Chili Peppers sind auch Beavis und Butt-Head zu sehen.
Bei der amerikanischen Comedy-Show Saturday Night Live haben die beiden einen Gastauftritt bei einer Weihnachtssendung. In dem Film „Airheads“ rufen Beavis und Butthead bei einem Radiosender an, stammeln aber nur dummes Zeug. Des Weiteren gibt es eine Episode, welche für die Ballbreaker-Tour von AC/DC gemacht wurde. Diese Episode, in der der Gitarrist von AC/DC, Angus Young, einen Kurzauftritt als Comicfigur hat, wurde zu Beginn jedes Konzertes auf einer Großleinwand präsentiert. Der Clip ist zudem auf AC/DCs DVD-Set Plug Me In zu finden.
1997 tauchten sie bei der Oscar-Verleihung als Laudatoren für die Kategorie Bester Tonschnitt auf.
Weiterhin existiert eine am 27. Januar 2000 erstmals ausgestrahlte Folge der MTV-Serie Celebrity Deathmatch, in der Beavis und Butt-Head gegeneinander antreten. Im Verlauf des Kampfes mutiert Beavis zu Cornholio und gewinnt, indem er Butt-Head tötet. Im Rahmen der Promotion zum Film Beavis und Butt-Head machen’s in Amerika wurden spezielle „Interviews“ mit den beiden produziert. Während einer Verleihung der MTV Movie Awards wurden spezielle Szenen der beiden eingeblendet, in denen Beavis & Butt-Head scheinbar im Publikum saßen und den Verlauf der Show direkt kommentierten. Im Vorspann des Filmes Jackass 3D sind die beiden Charaktere ebenfalls zu sehen und stimmen die Zuschauer auf ihre Weise auf die 3D-Technologie ein.
Im Abspann des Films „Sandy Wexler“ unterhält sich Hauptdarsteller Adam Sandler in seiner Rolle als Sandy Wexler mit Beavis und Butt-head am Telefon.

### Comics
In Deutschland wurden von Juli 1994 bis August 1996 26 übersetzte Ausgaben der amerikanischen Comics (verlegt bei Marvel Comics, in Deutschland beim Dino Verlag) im monatlichen Turnus veröffentlicht. Die Geschichten darin waren teilweise an die TV-Folgen angelehnt oder beinhalteten eigene Geschichten.

### Videospiele
Es erschienen verschiedene B&B-Computerspiele, darunter zwei Adventure-Spiele für den PC und ein Jump ’n’ Run für das SNES, bei dem die beiden Figuren am Ende des Spiels gegen die Musikband Gwar kämpfen. Außerdem gab es jeweils ein Spiel für das Sega Mega Drive, den Sega Game Gear und den Nintendo Game Boy. Nur in Japan erschien das ursprünglich für den PC entwickelte Point-and-Click-Adventure Virtual Stupidity ebenfalls für Sonys PlayStation. Auch ein Online-Videospiel ist erschienen mit dem Namen Hock a Loogie, im Spiel geht es hauptsächlich darum verschiedene Charaktere aus der Serie anzuspucken. Im Jahr 2019 hat das in Großbritannien ansässige Spielestudio Blueprint Gaming den Online-Slot Beavis and Butt-Head gestartet. Der neue Slot bietet Momente und Szenen aus der TV-Show und dem Film.

## Diskografie
Studioalben:
- 1993: The Beavis and Butt-Head Experience

Singles:
- 1993: I Got You Babe (mit Cher)